# Jerzy Rosiak
Jerzy Rosiak (ur. 2 października 1946 w Łodzi, zm. 25 sierpnia 2020 w Gryfinie) – polski inżynier i polityk, poseł na Sejm X kadencji.

## Życiorys
Syn Józefa i Marianny. Ukończył studia w Akademii Rolniczej we Wrocławiu (1981), był inżynierem budownictwa wodno-melioracyjnego. Pracował w gryfińskim oddziale rejonowym Wojewódzkiego Zarządu Inwestycji Rolniczych w Szczecinie, następnie jako zastępca kierownika w Przedsiębiorstwie Konserwacji Urządzeń Wodnych i Melioracyjnych w Pyrzycach. Od 1986 pełnił funkcję kierownika wydziału budowlanego Zespołu Elektrowni Dolna Odra. Działał w Zjednoczonym Stronnictwie Ludowym w Gryfinie.
W 1989 uzyskał z ramienia tej partii mandat posła na Sejm kontraktowy. Został wybrany w okręgu stargardzkim. Na koniec kadencji był członkiem Klubu Poselskiego Polskiego Stronnictwa Ludowego, pracował w Komisji Systemu Gospodarczego i Polityki Przemysłowej oraz Komisji Ustawodawczej.
Został pochowany na cmentarzu komunalnym w Gryfinie.